# Dipodium elegans
Dipodium elegans är en orkidéart som beskrevs av Johannes Jacobus Smith. Dipodium elegans ingår i släktet Dipodium och familjen orkidéer.
Artens utbredningsområde är Sumatera. Inga underarter finns listade i Catalogue of Life.